# Alcimo (padre di Mentore)
Alcimo (in greco antico Ἄλκιμος) era un personaggio della mitologia greca.

## Mitologia
Padre di Mentore ed amico al quale Ulisse affidò il figlio Telemaco partendo per Troia.